# カセレス
カセレス（Cáceres）は、スペイン・エストレマドゥーラ州カセレス県のムニシピオ（基礎自治体）。カセレス県の県都である。2018年の人口は96,068人。サンティアゴ・デ・コンポステーラ巡礼路のセビーリャからアストルガに至る「銀の道」途上の町。

## 歴史
カセレスの近くには先史時代から人間が住んでおり、マルトラビエソとエル・コネハルの洞窟からその証拠が見つかる。都市は紀元前25年にローマ人によって建設された。
古い市壁に囲まれた旧市街は「カセレスの旧市街」として1986年に世界遺産に登録された。旧市街の一部はコウノトリの巣の多さでも知られている。現代化の跡がない中世の町並みを完璧に残しているため、多くの映画がここで撮影されている。
カセレスにはエストレマドゥーラ大学があり、また2つの天文台がある。

## 人口
| カセレスの人口推移 1900－2010                           |
|                                                         |
| 出典:INE（スペイン国立統計局）1900年 - 1991年、1996年 - |

## 見所
- 星の門（スペイン語版）
- ブハコの塔（スペイン語版）
- サンタ・マリア大聖堂（スペイン語版）
- カルバハル邸（スペイン語版）
- カセレス博物館（スペイン語版）

## 姉妹都市
- サンティアゴ・デ・コンポステーラ、スペイン
- ラ・ロッシュ＝シュル＝ヨン、フランス
- カステロ・ブランコ、ポルトガル
- ピャーノ・ディ・ソッレント、イタリア
- ガザ、パレスチナ

## 世界遺産

### 登録基準

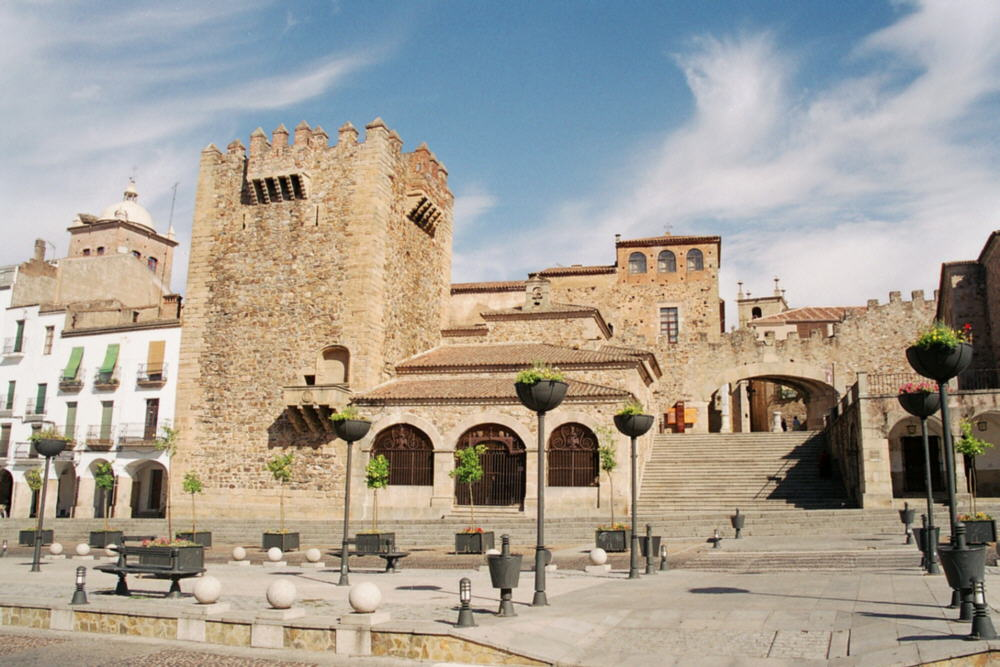
マヨール広場のエストレージャ門

この世界遺産は世界遺産登録基準のうち、以下の条件を満たし、登録された（以下の基準は世界遺産センター公表の登録基準からの翻訳、引用である）。
- (3) 現存するまたは消滅した文化的伝統または文明の、唯一のまたは少なくとも稀な証拠。
- (4) 人類の歴史上重要な時代を例証する建築様式、建築物群、技術の集積または景観の優れた例。